# Vendranges
Vendranges is een gemeente in het Franse departement Loire (regio Auvergne-Rhône-Alpes) en telt 248 inwoners (2004). De plaats maakt deel uit van het arrondissement Roanne.

## Geografie
De oppervlakte van Vendranges bedraagt 11,3 km², de bevolkingsdichtheid is 21,9 inwoners per km².
De onderstaande kaart toont de ligging van Vendranges met de belangrijkste infrastructuur en aangrenzende gemeenten.

## Demografie
Onderstaande figuur toont het verloop van het inwonertal (bron: INSEE-tellingen).